# シーグラム・ビルディング
シーグラム・ビルディング（英語: Seagram Building）は、ニューヨークのミッドタウン、52丁目と53丁目の間のパーク街375号に建っている超高層建築物である。「シーグラム・ビル」とも呼ばれる。
1958年に、シーグラムのアメリカ本社ビルとして、ミース・ファン・デル・ローエとフィリップ・ジョンソンの設計によって建設された。38階建てで、高さは156.97メートルである。アメリカ合衆国国家歴史登録財に指定されている。

## 概要
当時のシーグラム社長サミュエル・ブロンフマンがニューヨークに本社ビルを計画した際、ニューヨークの名門建築事務所カーン＆ヤコブスに設計を一任した。しかし、その計画案は当時ニューヨークに敷かれていたゾーニング法によってセットバックを多用した他のビルと代わり映えしなかった。これに異を唱えたのがブロンフマンの娘でイエール大学で建築学を学んだフィリス・ブロンフマン・ランバートである。欧州滞在中だった彼女はこの計画を知ると急遽帰国し、父親に計画の保留を訴えた上、自分で建築家を選ぶことにした。のちに彼女は新社屋の企画責任者として計画の全行程を取り仕切ることになる。
建築家の選定を委任されたランバートは、「二ヶ月半に及ぶ探索の間に、現代を洞察して技術を詩にまで高めた人物こそミース・ファン・デル・ローエであることがますます明瞭になった。」と結論づけた。フランク・ロイド・ライトは素晴らしいが思潮錯誤であり、ル・コルビュジエはアメリカに大きな影響を与えることができなかったと評定を下した結果だった。当時ニューヨーク州で建築家として登録していなかったミースは、このビルためにフィリップ・ジョンソンに協力を要請した。
セットバックを避けるために敷地の半分をオープンスペース"プラザ"として開放し、ブロンズのフレームとトパーズグレイのガラスで構成されたシンプルなガラスの塔がすっくりと建つ姿は、当時の建築界だけでなく社会にも大きなインパクトを与えた。
このシーグラム・ビルディングのプラザは都市における建築の在り方に多大な影響を与え、1961年にはニューヨークの地域指定条例が改正され、それまでの斜線規制から容積規制へと建築規制を変えさせる契機を作りだした。

## 建築
オフィスの内部空間は仕切りのないフロアが続いており、用途に合わせ自由に仕切れるよう意図されていた。外観はガラス窓とブロンズの枠が繰り返されるデザインだった。
このビルや、インターナショナルスタイルという様式はアメリカの建築に大きな影響を与えた。この様式の特色のひとつは、建物の構造を外に出して表現することだった。ミースは骨組みなど構造材は外部から見えたほうがいいと考えた。シーグラムビルをはじめ当時の大型ビルは鋼鉄のフレームで建てられ、ガラスウォールがそこからぶら下がっていた。ミースはこの鋼鉄のフレームをむき出しにしたいと考えたが、アメリカの建築規則では溶解する温度の低い鉄の構造材は火災に備えて防火性の材質で覆うよう定めており、多くの建物ではコンクリートで鉄の柱や梁を覆っていた。ミースは構造材が全く見えなくなることだけは避けようとし、本当の構造を隠す代わりに I 形鋼（I-beam）の形のブロンズ材を表面に配して内部から鉄筋コンクリートシェルで支え、ビルの構造を示唆させるようにした。このブロンズ材は表面のガラスの間を仕切り材のようにたくさん水平に走っており、外からでもよく見ることができる。結果、320万ポンド（1,450トン）ものブロンズが建設に使われた。
シーグラムビル完成までの費用は大きく、当時最も高価な摩天楼となった。これは最高の品質の材料と、ブロンズ・大理石・石灰華（トラバーチン）など高い内装材を使用したことによる。
その他、ビルのデザインで興味深いものは窓のブラインドである。ミースはビルの外観に完璧な規則正しさを求めたが、窓ごとのブラインドや電気がバラバラになっていることにも我慢できなかった。彼は全館の電気を一斉に明滅させるスイッチをつけることを考えたがこれは断念している。またビルの各部屋の利用者がそれぞれの事情でブラインドを色々な高さに上げ下ろしすることも避けられないことだったが、まとまりのなさを少しでも避けるためにミースはビルに取り付けるブラインドを、三段階（全開、半開き、完全に下りた状態）しか調節できないものにした。

## 公開空地

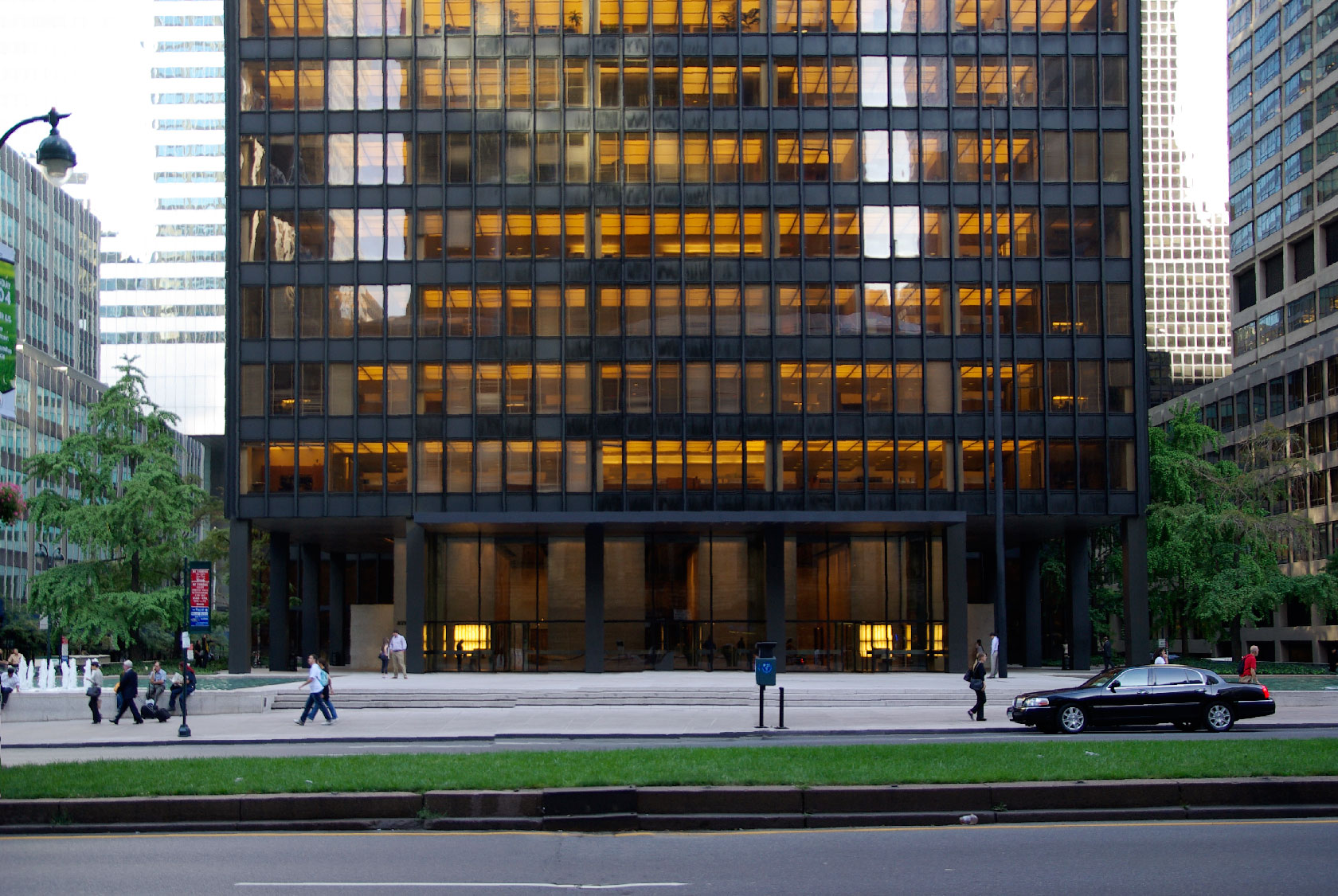
シーグラム・ビルディング前の広場

パークアヴェニューを挟んで建つシーグラムビルとリーバ・ハウスは、その後数十年のニューヨークの摩天楼の様式を決定付けた。シンプルなガラスの箱状の建物であること、そして通りから大きくセットバックし、通り側に大きなプラザを設けたことである。ミースは、ゾーニングによる通り上空の斜線規制から逃れて箱状の建物にするため、ビルを通りから遠ざけて敷地のほとんどを広場にした。彼はこの空間に大きな水面を設けた。ここを集いの場とする意図は当初なかったが、集いの場となるよう建設され、結果的に非常に人気のある空間となった。1961年、ニューヨーク市は全米初の包括的なビル条例（building code）を制定したが、ビルの開発者に対してシーグラムビルに倣った「公開空地（公共に開かれた私有空間）」を設けるようインセンティブを与えた。

## ロスコのレストラン
ビルの中には、ミース・ファン・デル・ローエとフィリップ・ジョンソンがデザインした「フォーシーズンズレストラン」（The Four Seasons Restaurant）が入居している。このインテリアは1959年の開店以来そのままに維持されている。画家マーク・ロスコはこのレストランの壁面にかける連作を描くよう1958年に依頼された。しかし彼は途中でこのプロジェクトから離脱し、前払いされた金を返して描いた絵は手許から離さなかった。彼はこの連作を、他の作品を混ぜず一か所にそろえて展示するよう望んでいたが、40枚ほどあった連作はばらばらになり、現在では世界の三か所に分かれている。（ワシントンD.C.のナショナル・ギャラリー、ロンドンのテート・モダンのロスコルーム、日本・千葉県のDIC川村記念美術館のロスコルーム）